# Universidad Gustave Eiffel
La Universidad Gustave Eiffel (en francés: Université Gustave-Eiffel), fundada el 1 de enero de 2020, es una universidad francesa situada en la Academia de Créteil y especializada en el estudio de las ciudades y del transporte. Ubicada en el barrio de Cité Descartes en Marne-la-Vallée, ha sido fruto de la fusión de la Universidad de París-Est Marne-la-Vallée, el IFSTTAR, instituto nacional de investigación, y tres escuelas de ingeniería y arquitectura. Con unos 17 000 estudiantes de grado, 500 estudiantes de doctorado, 1 200 profesores y 1 300 funcionarios, es la universidad más joven de Francia.

## Historia
La Universidad Gustave Eiffel fue creada por el gobierno francés mediante decreto, y fue fundada el 1 de enero de 2020. Fruto de la fusión de la anterior Universidad de París-Est Marne-la-Vallée (UPEM) y el IFSTTAR, instituto nacional de investigación, a estos centros se han unido tres escuelas de ingeniería, ESIEE París, la École des Ingénieurs de la Ville de Paris (EIVP), y la École nationale des sciences géographiques (ENSG Géomatique); y una escuela de arquitectura, la École d'architecture de la ville et des territoires Paris-Est, aunque cada centro conserva su personalidad jurídica propia. La fusión se decidió a pesar de la oposición frontal de los sindicatos que representan a los trabajadores de la anterior UPEM.